# 王士点
王士点，字继志，东平（今山东省东平县）人，元朝官员，王构的儿子，王士熙的弟弟。
王士点擅长篆书，被评为为当时第一。官至佥淮西廉访司事（驻庐州路，今安徽省合肥市），升任云南廉访使（驻中庆路，今云南省昆明市），再擢升为江东廉访使（驻宁国路，今安徽省宣城市）。去世后，被追赠中书平章政事，追封赵国公。